# Benito Javier Carrasco
Benito Javier Carrasco (Buenos Aires, 3 de diciembre de 1877-15 de octubre de 1958) fue un ingeniero agrónomo y paisajista argentino, Director de Parques y Paseos de la ciudad de Buenos Aires, el iniciador en su país de los estudios sobre los espacios verdes y el creador de la primera Cátedra de Parques y Jardines de Argentina (hoy, Cátedra de Planificación de los Espacios Verdes de la Facultad de Agronomía de la Universidad de Buenos Aires). También fue el primero en realizar investigaciones relativas al paisajismo con criterio estrictamente científico.
Sus obras de jardinería estaban basadas en la armonía y el buen gusto. Las más destacadas son las de El Rosedal y la Costanera Sur. 
Su intención, al igual que la de su maestro Carlos Thays, era trabajar "...en defensa y revalorización de lo autóctono...".

Para conocer el grado de adelanto de una ciudad basta estudiar sus paseos públicos.
Benito Carrasco (1914)

## Biografía

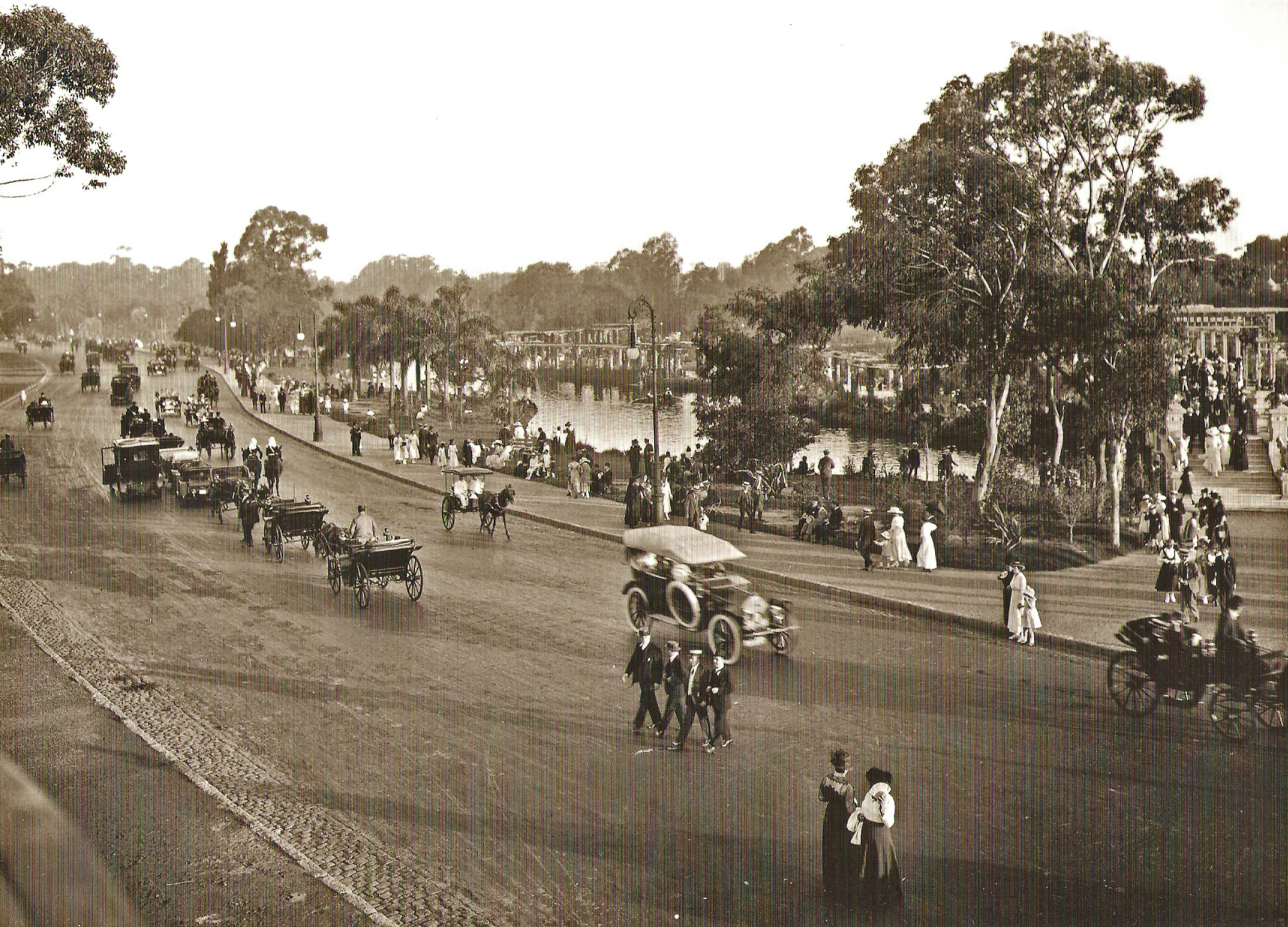
Lago sobre El Rosedal, recientemente creado (ca. 1916)

Sus padres fueron Antero Carrasco y María Dolores Hidalgo; y su esposa Elvira de la Torre.
Su vocación se orientó al urbanismo, una disciplina que contaba con pocos especialistas en su país. Cursó estudios de ingeniería agronómica en la Facultad de Agronomía y Veterinaria de Buenos Aires (luego, de La Plata), graduándose en 1900 con una tesis sobre "Fitogeografía de varios árboles indígenas cultivados en el Jardín Botánico Municipal". Su director de tesis fue el francés Carlos Thays, famoso urbanista y planificador de numerosos parques de la ciudad de Buenos Aires. Con esta tesis evaluó el escaso desarrollo de los estudios paisajísticos y urbanísticos en el país y dio inicio a su una labor y prédica por el impulso de los estudios académicos y teóricos sobre la materia.
El 30 de agosto de 1906 fundó en La Plata el Centro Nacional de Ingenieros Agrónomos (actual Centro Argentino de Ingenieros Agrónomos). A comienzos de 1908, de regreso al país luego de un viaje de estudios por los Estados Unidos y Europa que se extendió por dos años, publicó "La ciudad del porvenir",  en "Caras y Caretas", donde proponía descentralizar la ciudad de Buenos Aires construyendo obras más allá del eje de Callao-Entre Ríos, propugnando la creación de cuatro grandes parques, una red de avenidas sobre caminos ya existentes, numerosos espacios verdes de posesión municipal, etc. Además se oponía tanto a los megaproyectos de urbanización (por ser irrealizables), como a la contratación de especialistas extranjeros para la planificación de los desarrollos urbanísticos, dado que en el país había buenos profesionales y de gran capacidad.

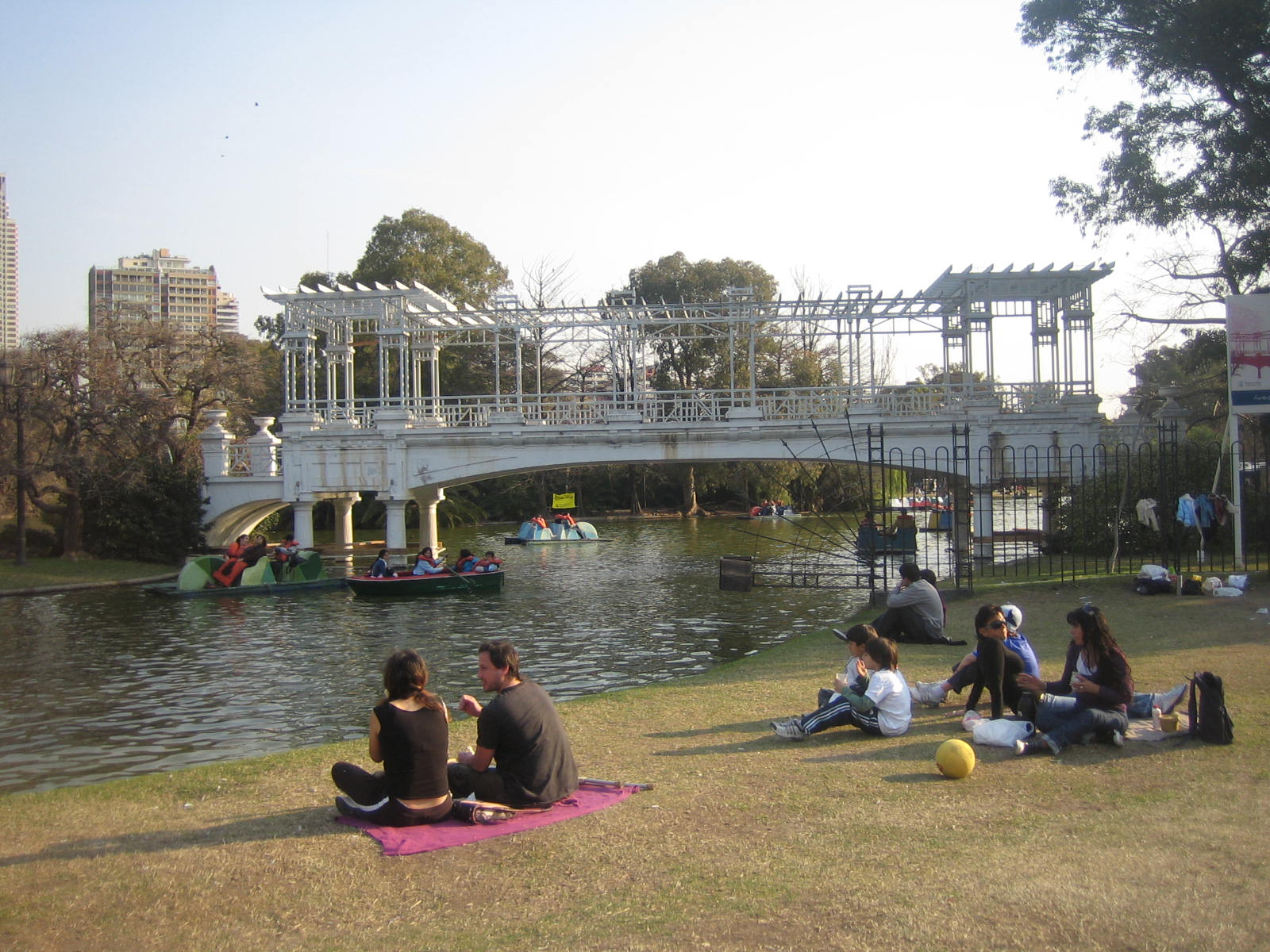
Puente helénico sobre El Rosedal. Carrasco fue quien planeó este parque.

Desde 1914 y hasta 1918 se hizo cargo de la Dirección de Paseos de la Municipalidad, en la que venía trabajando como simple empleado desde 1900. Bajo su dirección se realizaron importantes obras en la ciudad, como el Rosedal de Palermo y buena parte de la infraestructura del Jardín Botánico: la Escuela de Jardineros, (hoy Escuela Cristóbal M. Hicken), sobre la avenida Las Heras, el Museo, una biblioteca con más de 700 volúmenes sobre el tema de botánica, un herbario, un taller de fotografía, los semilleros, etc. Además un proyecto integral para el tratamiento paisajístico de la Costanera Sur ("Plano y Memoria descriptiva de las obras de embellecimiento de la costa"). Este proyecto se terminó de realizar inmediatamente después de su alejamiento de la Dirección de Paseos, en 1918 e incluía, originalmente, la mejora y parquización de las riberas de los partidos de Vicente López, San Fernando, San Isidro y Las Conchas. Luego de su permanencia al frente de la Dirección de Paseos, Carrasco se dedicó a la actividad privada, a la docencia universitaria y a seguir bregando por la mejora de los sitios públicos de la ciudad.
Al dejar la Dirección (fue reemplazado por su hermano Eugenio, lo que provocó un distanciamiento entre ellos)  dejó editada "La memoria de los trabajos realizados en los Parques y Paseos Públicos de la Ciudad de Buenos Aires. Años 1914, 15, 16". En él dejó expresadas sus principales ideas sobre los parques públicos, descripciones y estado de los mismos. Para Carrasco los espacios libres tienen importancia "para la estética y, especialmente para la salubridad de una población". y  los recursos invertidos en ellos no deben se valorados en dinero, sino en "los innumerables y valiosos beneficios que los paseos públicos reportan al pueblo". En el capítulo "Breves consideraciones sobre algunos temas de carácter social y mora que se han implementado por la actual Dirección de Paseos" establecía que la tarea de la Dirección "no debe limitarse a la creación de parques y jardines, y de que tiene también una misión social que llenar...". En efecto, Carrasco le dio mucha importancia a esta misión, y por ello mientras fue el director de Paseos construyó instalaciones deportivas en los paseos públicos en los que se organizaban competencias tanto para trabajadores como para estudiantes, y organizó el Teatro Infantil y los Juegos Infantiles de manera de promover "una obra de cultura, alejando y sustrayendo de los malos hábitos, de los juegos prohibidos, a infinidad de niños que hasta hace poco tiempo no conocían los beneficios ni las alegrías de las sanas prácticas". En los terrenos municipales se instalaron huertas y tambos en los que se elaboraban productos (miel, aceite de oliva, lana de oveja, leche bovina y caprina) que en parte se destinaban a las instituciones asistenciales.
Desde su Cátedra de Parques y Jardines de la Universidad de Buenos Aires (UBA), ejerció una importante labor formativa, integrando la preparación agronómica con la cuestión artística del paisajismo. Promovió también la creación de una escuela especial de Urbanismo, a la manera de las que ya existían en Estados Unidos. Mantuvo esta idea por mucho tiempo: en 1935, en oportunidad de la realización del Primer Congreso Argentino de Urbanismo, propuso el establecimiento de un Instituto de Altos Estudios Urbanos y Administración Municipal, para estudios de posgrados.

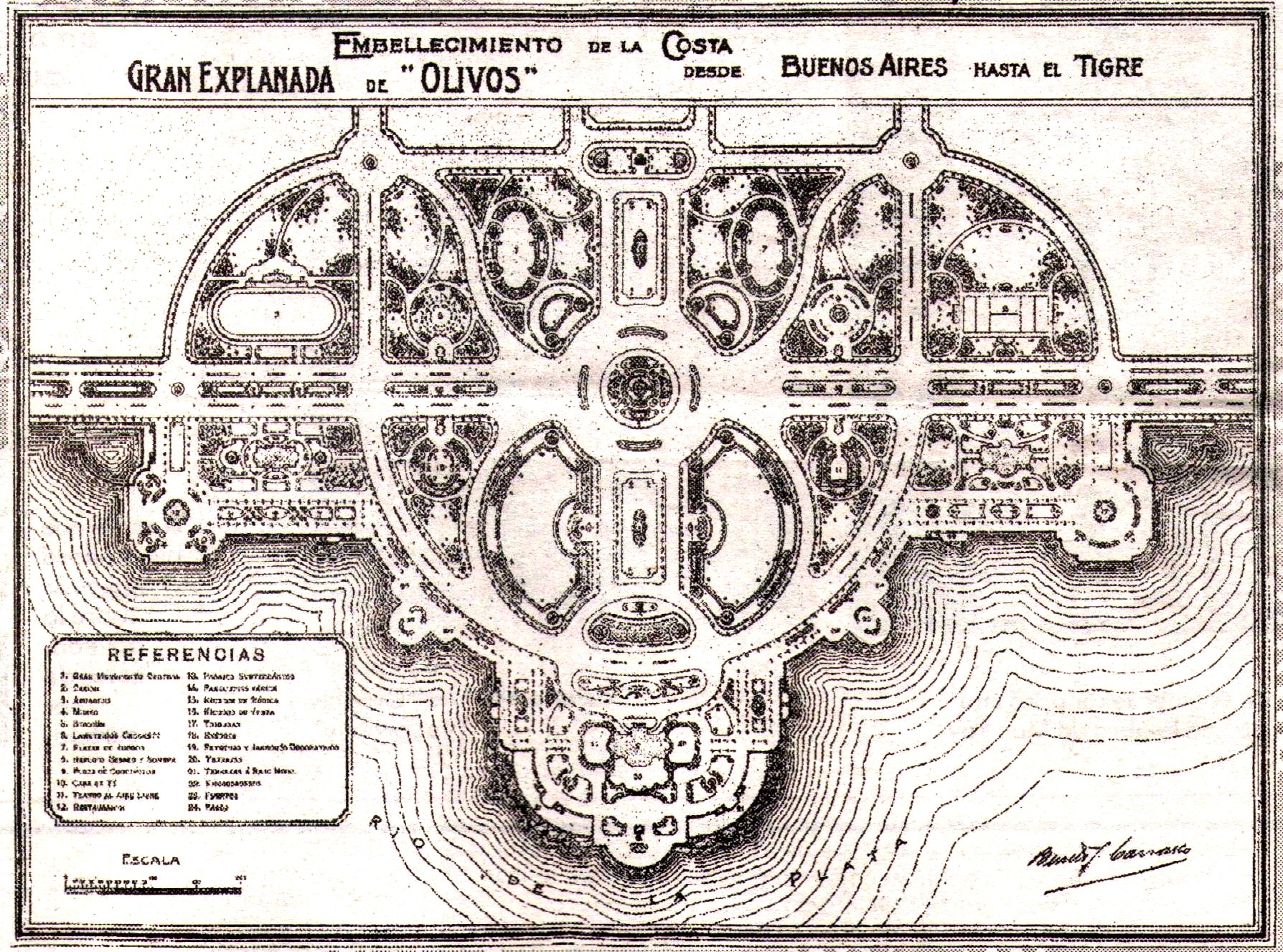
Proyecto de Carrasco para el embellecimiento de la Costa de Buenos Aires a el Tigre: gran explanada de Olivos.

Anteriormente, en 1925, había fundado, junto a Pedro Luro, Ernesto de la Cárcova, Luis Agote y Miguel Cané, entre otras personalidades, la asociación de "Los Amigos de la Ciudad", con la finalidad de mejorar el ambiente urbano de Buenos Aires. Fue esta una de las áreas de actividad donde Carrasco se destacó como teórico. Ya en 1915 había ganado la medalla de oro en la Exposición de Panamá con la obra "Studies of Landscape Engineering" ("Estudios de Ingeniería Paisajística") y la Medalla de la Municipalidad de Mendoza por su proyecto para la ampliación y rectificación del trazado de la ciudad. Posteriormente, Carrasco elaboró diversos artículos sobre urbanismo, muchos de ellos publicados en los más importantes medios periodísticos y que se convirtieron en una referencia ineludible para todos los proyectos de reurbanización.
A mediados de la década del '20 publicó su principal obra: "Parques y Jardines", que se convirtió en un clásico en la historiografía paisajística de la Argentina. En esa época, la Municipalidad porteña decidió encarar un plan de mejoramiento urbano integral. Los candidatos para la ejecución del proyecto fueron Carrasco y el paisajista francés J. Forestier. "Los Amigos de la Ciudad", con Carrasco como principal referente, se opusieron a la contratación del especialista europeo, oponiendo un proyecto propio que preveía la construcción de 409 hectáreas nuevas de parques, constituir a la avenida General Paz en el gran cinturón verde de la ciudad, y racionalizar el destino de los terrenos municipales en pos del mejoramiento de la ciudad. Pero se impuso el proyecto de Forestier, lo  que constituyó una de sus mayores frustraciones profesionales.
Integró entidades de bien público, una de ellas el Rotary Club, del que fue presidente en el período 1939-1940. Dirigió la tesis de Carlos León Thays, primogénito de Carlos Thays.
Muchas de sus obras han ganado en trascendencia y sus desarrollos teóricos se han convertido en material de consulta obligado para varias generaciones de especialistas. Una de las últimas grandes obras de urbanización de la ciudad, el Nuevo Puerto Madero y la reconversión de la Costanera Sur, por ejemplo, incluyó la reconsideración de buena parte del proyecto de Carrasco en su forma original y de uno de sus más importantes anhelos: darle al paseo ribereño que debía tener la Capital un aspecto destacado, integrando en su diseño la funcionalidad del ambiente urbano y la estética de la naturaleza.